# Cykling vid olympiska sommarspelen 1960
Cykling under olympiska sommarspelen 1960 i Rom innehöll två discipliner: landsvägscykling och bancykling. Endast herrar tävlade. 

## Resultat
6 olika grenar arrangerades och avgjordes i landsvägscykling och bancykling.

### Medaljtabell
| Pl.    | Nation                 | Guld | Silver | Brons | Totalt |
| ------ | ---------------------- | ---- | ------ | ----- | ------ |
| 1      | Italien                | 5    | 1      | 1     | 7      |
| 2      | Sovjetunionen          | 1    | 0      | 4     | 5      |
| 3      | Tysklands förenade lag | 0    | 4      | 0     | 4      |
| 4      | Belgien                | 0    | 1      | 1     | 2      |
| Totalt | Totalt                 | 6    | 6      | 6     | 18     |

## Medaljörer

### Landsvägscykling
| Event                              | Guld                                                                  | Silver                                                                        | Brons                                                                        |
| Herrarnas linjelopp Detaljer...    | Viktor Kapitonov Sovjetunionen                                        | Livio Trapè Italien                                                           | Willy van den Berghen Belgien                                                |
| Herrarnas lagtempolopp Detaljer... | Italien Livio Trapè Antonio Bailetti Ottavio Cogliati Giacomo Fornoni | Tysklands förenade lag Gustav-Adolf Schur Egon Adler Erich Hagen Günter Lörke | Sovjetunionen Aleksei Petrov Viktor Kapitonov Yevgeny Klevtsov Yury Melikhov |

### Bancykling
| Event                                | Guld                                                           | Silver                                                                              | Brons                                                                          |
| Herrarnas lagförföljelse Detaljer... | Italien Marino Vigna Luigi Arienti Franco Testa Mario Vallotto | Tysklands förenade lag Siegfried Köhler Bernd Barleben Peter Gröning Manfred Klieme | Sovjetunionen Viktor Romanov Arnold Belgardt Leonid Kolumbet Stanislav Moskvin |
| Herrarnas sprint Detaljer...         | Sante Gaiardoni Italien                                        | Leo Sterckx Belgien                                                                 | Valentino Gasparella Italien                                                   |
| Herrarnas tandem Detaljer...         | Italien Giuseppe Beghetto Sergio Bianchetto                    | Tysklands förenade lag Jürgen Simon Lothar Stäber                                   | Sovjetunionen Vladimir Leonov Boris Vasilyev                                   |
| Herrarnas tempolopp Detaljer...      | Sante Gaiardoni Italien                                        | Dieter Gieseler Tysklands förenade lag                                              | Rostislav Vargashkin Sovjetunionen                                             |